# Чжэн Кэшуан
Чжэн Кэшуан (кит. трад. 鄭克塽, пиньинь Zhèng Kèshuǎng, 13 августа 1670 — 22 сентября 1707) — сын тайваньского правителя Чжэн Цзина, последний правитель Тайваня из семьи Чжэн.

## Биография
Чжэн Кэшуан родился в 1670 году. Когда его отец в 1675 году отправился воевать на материк, то чиновники государства семьи Чжэн попросили его назначить преемника на случай, если ему доведётся погибнуть, и Чжэн Цзин выбрал своим наследником старшего сына Чжэн Кэцзана.
В 1680 году силы Чжэн Цзина были выбиты с материка, а в марте 1681 года скончался и он сам. После смерти Чжэн Цзина среди придворных развернулась борьба между группировками, и несовершеннолетний Чжэн Кэцзан был задушен, а на престол был возведён Чжэн Кэшуан.
Летом 1683 года началось финальное наступление цинских армии и флота на Тайвань. После того, как битва за архипелаг Пэнху оказалась проигранной Чжэнами, советники посоветовали Чжэн Кэшуану отказаться от сопротивления и капитулировать. Сдавшийся Чжэн Кэшуан был вывезен в Пекин, где ему был присвоен титул «Хайчэн-гун» (海澄公). Место его смерти неизвестно.